# 雷峰乡
雷峰乡，中国浙江省台州市天台县下辖的一个乡。

## 辖区
该乡辖有：	黄家塘村、里良村、大地林村、李家坑村、状塘村、林家山村、白坭坦村、桥棚村、王浪村、潘岙杨村、崔一村、崔家村、祥和村、茶丰村、祥益村、范庄村、友义村、